# Francesco Sandrini
Francesco Sandrini (ur. 14 października 1984) – włoski snowboardzista. Nie startował na igrzyskach olimpijskich. Zajął 19. miejsce w snowcrossie na mistrzostwach w Kreischbergu. Najlepsze wyniki w Pucharze Świata w snowboardzie osiągnął w sezonie 2002/2003, kiedy to zajął 8. miejsce w klasyfikacji snowcrossu. Jest mistrzem (2002 i 2003) oraz wicemistrzem (2004) świata juniorów w snowcrossie.

## Sukcesy

### Mistrzostwa Świata
| Miejsce | Dzień       | Rok  | Miejscowość | Konkurencja    | Zwycięzca        |
| ------- | ----------- | ---- | ----------- | -------------- | ---------------- |
| 19.     | 19 stycznia | 2003 | Kreischberg | Snowboardcross | Xavier de le Rue |

### Puchar Świata

#### Miejsca w klasyfikacji generalnej
- 2001/2002 - -
- 2002/2003 - -
- 2003/2004 - -
- 2004/2005 - -
- 2005/2006 - 65.
- 2009/2010 - 341.

#### Miejsca na podium
1. Berchtesgaden – 25 stycznia 2003 (Snowcross) - 2. miejsce